# Jonathan Miller
Jonathan Wolfe Miller (Londres, 21 de julio de 1934-27 de noviembre de 2019) fue un director de teatro y ópera, escritor, ensayista, presentador, escultor, humorista, médico y psiquiatra británico.
Uno de los intelectuales y presentadores más notables del mundo, saltó a la fama en 1962 en la comedia musical Beyond the Fringe, escrita y representada por Peter Cook, Dudley Moore, Alan Bennett y él mismo. En el campo operístico revolucionó el medio situando Rigoletto de Verdi en la Pequeña Italia de Nueva York y La Bohème de Giacomo Puccini.

## Biografía
Nació en el seno de una prominente familia judía, su padre Emanuel (1892-1970) fue un psiquiatra especializado en niños y su madre Betty (su apellido de soltera era Spiro; 1910-1965) una novelista y biógrafa. Su hermana Sarah Miller fue actriz de televisión.
Miller estudió medicina en el St John's College (Cambridge), formó parte de la sociedad Apóstoles de Cambridge y se recibió en el University College London. Se recibió de médico en 1959, profesión que ejerció dos años.
En 1984 regresó a la medicina, graduándose de neuropsiquiatra.
Como presentador televisivo y autor y productor de controvertidos programas se destacó por las series de la BBC The Body in Question (1978), States of Mind en 1983, Madness (1991) y Jonathan Miller on Reflection (1998). 
En los últimos años de su vida Miller vivía en Camden en Londres y en Francia. En 1956 se casó con Rachel Collet y tuvieron dos hijos y una hija.
EL 27 de noviembre de 2019 la familia de Jonathan Miller anunció su fallecimiento a los ochenta y cinco años a consecuencia de la enfermedad de Alzheimer que padecía desde hacía varios años.

## Honores
- Distinguished Supporter, British Humanist Association.
- Honorary Associate, Sociedad Nacional Secular.
- Honorary Fellow, St John's College, Cambridge (1982).
- Order of the British Empire, CBE; 1983).
- Knighted (2003).
- Fellow of the Royal College of Physicians(Londres
- Foreign Member, American Academy of Arts and Sciences.
- Presidente, Rationalist Association (2006-2019)[6]

## Trabajos selectos

### Director
- Alicia en el país de las maravillas (1966; BBC)
- Whistle and I'll Come to You (1968; BBC).
- BBC Television Shakespeare (1978-85):
  - La fierecilla domada (1980), con John Cleese.
  - Timón de Atenas (1981), con Jonathan Pryce.
  - Antony and Cleopatra (1981),
  - Othello (1981), con Anthony Hopkins
  - Troilus and Cressida (1981).
  - Rey Lear (1982)

### Musical
- Beyond the Fringe Edinburgh Festival, 1960
- Beyond the Fringe 1962 a 1964.

### Oratorios
- La pasión según San Mateo 1994, BBC TV, versión dramatizada del oratorio de Bach.

### Drama
- The Merchant of Venice Cambridge Theatre con Laurence Olivier.
- Danton's Death 1972 con Christopher Plummer.
- Long Day's Journey Into Night Nueva York 1986
- Rey Lear 2004
- El jardín de los cerezos 2007

### Opera
- Così fan tutte 1974
- Rigoletto 1975
- Las bodas de Figaro English National Opera, 1978
- Rigoletto English National Opera, 1982
- La Traviata Glimmerglass Opera, 1989
- La Fanciulla del West 1991
- The Mikado English National Opera, 1987
- Die Zauberflöte  2000
- Tamerlano 2001
- Die Entführung aus dem Serail 2003
- Falstaff 2004
- Jenufa New York City Opera 2006
- L'Orfeo Mánchester y Brístol
- Der Rosenkavalier Tokio, 2007
- La Traviata Glimmerglass Opera, 2009